# Team Rhodes Scholars
Il Team Rhodes Scholars è stato un tag team di wrestling della WWE formato da Cody Rhodes e Damien Sandow. Il nome del team deriva dal cognome di Cody e dalla gimmick di Sandow, ovvero quella dell'intellettuale.

## Storia
Nella puntata di Raw del 27 agosto 2012, Rhodes e Sandow hanno fatto il loro debutto come tag team in un match perso contro Brodus Clay e Sin Cara. Il Team Rhodes Scholars ha iniziato una faida con i WWE Tag Team Champion, il Team Hell No (Daniel Bryan e Kane, che hanno affrontato con il titolo in palio a Hell in a Cell, vincendo il match per squalifica. Dopo aver perso una rivincita titolata contro il Team Hell No a Main Event, il Team Rhodes Scholars ha sconfitto Rey Mysterio e Sin Cara a TLC in un tag team tables match, diventando i primi sfidanti al titolo.
Il 27 gennaio 2013 alla Royal Rumble, il Team Rhodes Scholars ha tuttavia perso ancora contro il Team Hell No; inoltre, Rhodes (con il numero 3) e Sandow (con il numero 22) partecipano al Royal Rumble match, ma nessuno dei due è riuscito a vincere la contesa. Nel pre-show di Elimination Chamber, il Team Rhodes Scholars ha perso contro i Tons of Funk (Brodus Clay e Tensai). Nella puntata di Raw successiva a WrestleMania 29, il Team Rhodes Scholars e le Bella Twins (Brie e Nikki Bella) sono stati sconfitti dai Tons of Funks e dalle Funkadactyls (Naomi e Cameron).

## Nel wrestling

### Mosse finali
- Mosse finali di Cody Rhodes
  - Cross Rhodes (Rolling cutter)
  - Beautiful Disaster/Disaster Kick (Springboard roundhose kick)
  - Snap DDT
- Mosse finali di Damien Sandow
  - Silencer (Sitout side slam)
  - Terminus (Cross arm neckbreaker)
  - You're Welcome (Full nelson slam)